# Scorzonera ulrichii
Scorzonera ulrichii là một loài thực vật có hoa trong họ Cúc. Loài này được Parolly & N.Kilian mô tả khoa học đầu tiên năm 2002.